# Die Verteidigerin
Die Verteidigerin è un film muto del 1918 prodotto e diretto da Frederic Zelnik.

## Produzione
Il film fu prodotto da Frederic Zelnik per la Berliner Film-Manufaktur GmbH (Berlin).

## Distribuzione
Il visto di censura del film è del maggio 1918.